# Ronald Bye
Ronald Joseph Bye (født 23. november 1937 i Oslo - død 24. september 2018) var en norsk forfatter og tidligere politiker (Ap). Som maskinreparatørlærling blev Bye engageret i faglig-politisk arbejde, før han i 1960 blev faglig sekretær i Arbeidernes Ungdomsfylking. Tre år senere blev han hentet til LO, hvor han blev distriktssekretær for Finnmark, og i 1967 overtog han en tilsvarende stilling i Oppland, før han blev hentet til LOs centrale sekretariat. I 1969 overtog han jobbet som partisekretær i Arbeiderpartiet efter Haakon Lie, en stilling han havde til 1975. Mellem 1979 og 1981 var han transportminister.
I 1987 udgav han selvbiografien "Sersjanten" hvor han kommer med flere afsløringer om overvågning af kommunister og andre venstreorienterede indenfor arbeiderbevægelsen i Norge. På dette tidspunkt var han ude af magtens korridorer indenfor Arbeiderpartiet, blandt andet som følge af korrupsionsanklager mod konen Tove Heggen Larsen. Han har siden brugt meget tid på at bidrage til at afsløre den politiske overvågning som foregår indenfor den norske arbejderbevægelse.